# Olga Cygan
Olga Cygan (1º luglio 1980) è una schermitrice polacca.

## Biografia
Nei campionati europei di scherma ha conquistato una medaglia d'argento nella gara di spada a squadre a Zalaegerszeg nel 2005 e nella gara individuale a Funchal nel 2000.

## Palmarès
In carriera ha conseguito i seguenti risultati:
- Europei di scherma

Funchal 2000: argento nella spada individuale.
Zalaegerszeg 2005: argento nella spada a squadre.